# Labium raymenti
Labium raymenti là một loài tò vò trong họ Ichneumonidae.